# Édouard Philippe
Édouard Philippe (ur. 28 listopada 1970 w Rouen – francuski polityk, prawnik i samorządowiec, mer Hawru, deputowany do Zgromadzenia Narodowego. Premier Francji w latach 2017–2020.

## Życiorys
Jego rodzice byli nauczycielami języka francuskiego, ojciec należał do masonerii. Nauczycielką języka francuskiego została także siostra polityka. Édouard Philippe ukończył studia w Instytucie Nauk Politycznych w Paryżu, a w 1997 został absolwentem École nationale d’administration w ramach promocji, której patronował Marc Bloch. Podjął pracę jako audytor w Radzie Stanu, organie opiniującym projekty aktów prawnych. W czasie nauki uczestniczył w kampanii wyborczej Michela Rocarda z Partii Socjalistycznej. Wkrótce związał się z francuską centroprawicą, współpracując z merem Hawru Antoine’em Rufenachtem.
Od 2001 był zastępcą mera Hawru. Wstąpił do Unii na rzecz Ruchu Ludowego, w latach 2002–2004 pełnił funkcję jej dyrektora generalnego. Od 2005 praktykował jako adwokat w międzynarodowej firmie prawniczej Debevoise & Plimpton LLP. W 2007 był członkiem gabinetu politycznego ministra Alaina Juppé. Od 2007 do 2010 był dyrektorem ds. publicznych w koncernie Areva.
W latach 2004–2008 był radnym regionu Górna Normandia, następnie do 2012 zasiadał w radzie departamentu Sekwana Nadmorska. W 2010 został wybrany na mera Hawru, z powodzeniem ubiegał się o reelekcję w wyborach lokalnych w 2014, wygrywając w pierwszej turze. W marcu 2012 objął zwolniony mandat deputowanego XIII kadencji. W wyborach w tym samym roku z ramienia UMP uzyskał mandat posła do Zgromadzenia Narodowego XIV kadencji w Sekwanie Nadmorskiej. Po przekształceniu swojego ugrupowania został członkiem Republikanów.
15 maja 2017 został nominowany przez prezydenta Emmanuela Macrona na stanowisko premiera Francji. Skład nowego rządu ogłoszono 17 maja 2017.
19 czerwca 2017, po zwycięskich dla większości prezydenckiej wyborach parlamentarnych do Zgromadzenia Narodowego XV kadencji, premier podał się do dymisji (zgodnie z klasyczną procedurą powyborczą). Tego samego dnia otrzymał od prezydenta ponowną nominację. Większa od planowanej rekonstrukcja gabinetu została wymuszona rezygnacjami działaczy Ruchu Demokratycznego związanymi z wszczętym postępowaniem co do wydatków tej partii. 21 czerwca przedstawiono skład drugiego rządu Édouarda Philippe’a. W październiku 2018 przez kilkanaście dni czasowo kierował resortem spraw wewnętrznych w związku z dymisją Gérarda Collomba.
W marcu 2020 w pierwszej turze wyborów na mera Hawru uzyskał 43,6% głosów. W czerwcu tegoż roku został wybrany na tę funkcję z wynikiem 58,8% głosów.
Funkcji mera miał formalnie nie objąć z uwagi na zakaz jej łączenia ze stanowiskiem premiera. Jednakże 3 lipca 2020 Édouard Philippe podał się do dymisji razem z całym gabinetem. Według doniesień medialnych decyzja ta miała związek z zapowiadaną przez prezydenta Francji Emmanuela Macrona reorientacją francuskiej polityki wewnętrznej, zaś wprowadzenie jej wymagało zmiany na stanowisku premiera, jako że Édouard Philippe był główną postacią firmującą poprzednią linię działań rządu. Ponadto według części komentatorów decyzja była wynikiem większej popularności premiera niż prezydenta.
W październiku 2021 ogłosił w Hawrze założenie nowej centroprawicowej partii politycznej Horizons, deklarującej poparcie dla prezydenta Emmanuela Macrona.

## Odznaczenia
- Wielki Oficer Legii Honorowej (2021)[20]
- Order Narodowy Zasługi I klasy (2017)[21]
- Honorary Officer Orderu Australii (Australia, 2018)[22]